# Bernie Mac
Bernard Jeffrey "Bernie" McCullough (Chicago, 5. listopada 1957. – Chicago, 8. kolovoza 2008.), poznatiji kao Bernie Mac, bio je američki glumac i komičar, dva puta nominiran za nagradu Emmy.

## Životopis
Rođen je u Chicagu, a odgojila ga je samohrana majka Mary, koja je umrla od raka kad je Bernie imao 16 godina.
Priznao je da su ga i majka i baka tukli remenom dok je bio dijete. Prije nego što je postao glumac, radio je razne poslove, uključujući prodaju kruha i prenošenej pokućstva. Počeo je kao stand-up komičar, a na listi Comedy Centrala zauzima 72. mjesto. Prvi poznanici iz glumačkog svijeta bili su mu Spike Lee i Ice Cube. Glumi od 1979. godine, a do sada je ostvario 20-ak uloga. Imao je i svoj kratkotrajni show koji se ugasio 2006. godine. Slavnom voditelju Davidu Lettermanu rekao je da se uskoro želi povući u mirovinu.
Oženjen je od 1977. godine. Ima kćerku, a postao je i djed.Umro je 8. kolovoza 2008.godine.